# LMS 0-4-0ST蒸気機関車
LMS 0-4-0ST蒸気機関車（LMS 0-4-0STじょうききかんしゃ）は、イギリスのロンドン・ミッドランド・アンド・スコティッシュ鉄道（LMS）が導入した蒸気機関車の1形式である。軸配置0-4-0の入換用機関車で、1932年とイギリス国鉄発足後の1953年から1954年までに5両ずつ、合計10台が製造された。

## 概要
産業用入換機関車の特徴をもつ本形式は、1932年にリーズのキットソン＆CoによってLMS向けに5両製造、出力区分0Fに分類された。1500-1504の番号が付けられたが、後に1935年に7000-7004に番号が付け直された。イギリス国鉄は1948年の国有化の後、47000から47004に番号を振り直し、1955年にホーウィック工場で追加の5両（47005 - 47009）を建造した。当初の設計車と比較して、石炭庫を長くするかわりにサドルタンクは特別区画を設けて短くなった。
ダービーシャーのクロムフォード・アンド・ハイピーク鉄道でも使用された。廃車は1963年から1966年の間に行われた。保存された車両はなかった。